# Lindera chienii
Lindera chienii är en lagerväxtart som beskrevs av Wan Chun Cheng. Lindera chienii ingår i släktet Lindera och familjen lagerväxter. Inga underarter finns listade i Catalogue of Life.